# Mayor Guillén de Guzmán
Mayor Guillén de Guzmán (1205 – 1262) byla členkou jedné z nejurozenějších rodin u dvora Ferdinanda III. Kastilského, jejími rodiči byli Guillén Pérez de Guzmán a jeho manželka María González Girónová, dcera Gonzala Rodrígueze Giróna a jeho první manželky Sanchy Rodríguezové. Mayor měla bratra Pedra Rodrígueze de Guzmán, který byl první kastilský adelantado a otec Guzmána Dobrého.

## Život
Její jméno je v kronikách zaznamenáno jako milenky Alfonsa Kastilského, budoucího krále Alfonsa X. Kastilského, syna Ferdinanda III. Kastilského a jeho první manželky Alžběty Štaufské. V roce 1255 jí dal Alfons pozemky v La Alcarria, které zahrnovaly Cifuentes, Vianu de Mondéjar, Palazuelos, Salmerón, Vadesliras a Alcocer. Ve spolupráci s králem Alfonsem založila klášter Svaté Kláry de Alcocer v neobydlené vesnici San Miguel del Monte v jurisdikci Alcocera. Zakladatelskou listinu ze dne 22. září 1260 potvrdili její bratři Pedro a Nuño Rodríguez de Guzmán.

## Potomci
Ze vztahu s infantem Alfonsem měla jednu dceru:
- Beatrix Kastilská (1242–1303), jediná dědička matčina majetku, manželka Alfonsa III. Portugalského a matka Dinise I. Portugalského. 31. prosince 1244 daroval Alfonso se souhlasem svého otce Beatrix vesnici Elche, což by zřejmě znamenalo, že vztah byl stabilní a akceptován.

## Smrt a pohřeb
Mayor zemřela na počátku roku 1262 a byla pohřbena v klášteře chudých Klarisek, který založila v San Miguel del Monte. 24. července 1276 uzavřel král Alfons dohodu s Juanem Gonzálezem, který vytvořil z ořechového dřeva basreliéfní obraz Mayor. Pergamenový dokument byl v roce 2009 vydražen Christie's.